# Ladri di Biciclette (gruppo musicale)
I Ladri di biciclette sono un gruppo musicale italiano, attivo a cavallo fra gli anni 1980 e 1990 con leader Paolo Belli. Quasi tutti originari di Carpi, traggono il loro nome dall'omonimo capolavoro cinematografico di Vittorio De Sica.

## Storia
Il gruppo nacque nel 1984 da un'idea di Paolo Belli (voce), Enrico Prandi (tastiere) e Andrea Gandolfi (sax). Al gruppo si aggiungono Cesare Barbi (batteria), Massimo Ori (basso), Enrico Guastalla (tromba), Massimo Morselli (trombone).
Il loro repertorio variava inizialmente da Fred Buscaglione, Kid Creole & The Coconuts, Blues Brothers, insieme ad alcuni brani originali che poi sarebbero affluiti nel loro album d'esordio.
La formazione conobbe delle modifiche fino al 1989, anno in cui il gruppo ottiene un contratto con la EMI che li porterà al Festival di Sanremo 1989 con il brano eponimo Ladri di Biciclette (prima canzone della storia sanremese ad avere titolo e interprete uguali): Paolo Belli (voce), Enrico Prandi (tastiere), Cesare Barbi (batteria), Daniele Bagni (basso), Raffaele Chiatto (chitarra), Enrico Guastalla (tromba), Massimo Morselli (trombone), Corrado Terzi (sax tenore), Beppe Cavani (sax contralto). Il brano venne eliminato dopo la prima serata dalla categoria "Nuove Proposte", ma il gruppo ottenne comunque un grande successo grazie al notevole impatto della sezione fiati, alla capacità comunicativa di Belli, alla genuinità che traspariva da un gruppo così numeroso di musicisti venuti dall'Emilia con la passione per lo swing e il rhythm'n'blues. Il loro primo album Ladri di biciclette vendette 150 000 copie e conquistò il Disco d'Oro, e il gruppo vinse il Telegatto a Vota la voce 1989 quale "Miglior Rivelazione" dell'anno.
Seguì il singolo Dr. Jazz & Mr. Funk (Belli-Prandi-Gandolfi), ispirato a Dr. Jekyll e Mister Hyde, a favore di quest'ultimo e della vena trasgressiva che veicola la musica funky: con questo singolo vinsero il premio "L'Arenina d'Oro" al Festivalbar. Accompagnando come gruppo spalla Vasco Rossi nel tour Liberi Liberi, si fecero conoscere al grande pubblico. Seguirono il cantautore di Zocca anche negli storici concerti di San Siro e al Flaminio di Roma del 1990. In quell'anno incisero il singolo Sotto questo sole (Belli-Prandi-Baccini), scritta e incisa insieme a Francesco Baccini. Fu una della canzoni più gettonate di quella estate, e il successo fu tale che vinsero il Festivalbar 1990.
Questa collaborazione artistica causò forti tensioni ed attriti all'interno dei Ladri di biciclette. Paolo Belli scrive infatti sul suo libro di essere l'unico a volere la partecipazione di Baccini, mentre gli altri componenti della band non erano d'accordo. Questo scontro sarebbe stato una delle cause della separazione di Belli dal gruppo.
Nel 1991 uscì il loro secondo album Figli di un do minore che, tra gli altri, contiene il singolo Bella città scritto insieme a Vasco Rossi (Belli-Prandi-Rossi). Tornarono al Festival di Sanremo, stavolta nella sezione Campioni, con il brano Sbatti ben su del be-bop: essendo previsto quell'anno un abbinamento con un artista internazionale, si avvalsero del contributo di Jon Hendricks (titolo dal significato invariato, Lemme Hear Some o' That Be-Bop), cantante jazz e scatman di fama mondiale. In altre occasioni il gruppo ebbe modo di collaborare con artisti come Billy Preston, Jimmy Witherspoon, Sam Moore: con quest'ultimo suonarono Soul Man e Hold On, I'm Coming in occasione del concerto del Primo Maggio a Roma. A fine anno Paolo Belli intraprese la carriera solista.
Il gruppo si presentò al Festival di Sanremo 1993 con un nuovo solista, Nick Norman, un nuovo chitarrista, Paolo Torelli, e un nuovo bassista, John M. Norman: in un sodalizio con Tony Esposito e la collaborazione di Demo Morselli proposero Cambiamo musica (Prandi-Verdelli-Esposito-Di Franco), brano che non raggiunse la finale, suscitando anche numerose polemiche da parte del percussionista napoletano.
Nel 1994 pubblicarono il loro terzo e ultimo album intitolato proprio Tre. Agli storici detentori del marchio, Prandi, Terzi, Barbi e Guastalla, si aggiunsero Giordano Gambogi (voce), Paolo Torelli (chitarre), Paolo Gialdi (basso).
Il gruppo continuò ancora per qualche anno a esibirsi dal vivo, caratteristica che li ha sempre contraddistinti, con i soli Barbi e Guastalla del nucleo originale, accompagnati di volta in volta da vari turnisti, tra i quali Massimo Preti (Napo), storico chitarrista di Carpi.

## Discografia
- 1989 – Ladri di biciclette
- 1991 – Figli di un do minore
- 1994 – Tre